# El bar del Bombo y los chistositos
El bar del Bombo y los chistositos fue un programa de televisión chileno de tipo humorístico, cuenta con la conducción de Bombo Fica. El programa se emitió todos los sábados a las 22:30, fue estrenado el 15 de enero de 2015 y fue transmitido por Chilevisión. La temática del programa consiste en que el presentador junto a otros humoristas contaran chistes en un bar de simulación.

## Formato
En cada capítulo de "El bar del Bombo y los chistositos" habrá un invitado conocido y a través de los invitados se le irá dando una forma más concreta al programa. Por medio de cada invitado se irá contando una historia y eso será la base para ir contando chistes y darle todo el humor necesario a este espacio.

## Trayectoria
El Bar del Bombo fue emitido por primera vez el 10 de enero de 2015, siendo presentado por el humorista Bombo Fica los sábados por la noche, siendo competencia directa del programa Morandé con Compañía de Mega. El 10 de enero el programa marcó 10,5 de índice de audiencia en su primera emisión quedando en segundo lugar detrás del mismo Morandé con Compañía, el cual marcó 14,1.

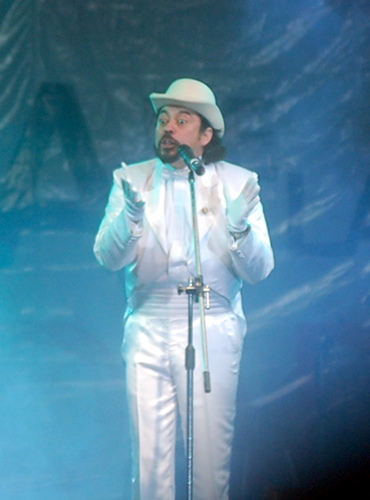
Bombo Fica, presentador del programa.

## Humoristas
- Bombo Fica, presentador
- Willy Benítez
- Jorge Herrera
- Risoto
- Impact Show
- Lucho Arenas
- Jorge Chino Navarrete
- Charola Pizarro
- Óscar Gangas

## Temporadas
|  | 1 | 10 de enero de 2015 | 14 de febrero de 2015 |
|  | 2 | 30 de mayo de 2015  | 15 de agosto de 2015  |

## Invitados
- José Alfredo Fuentes